# Carlo Maderno
Carlo Maderno vagy Maderna (1556 – 1629. január 31.) olasz építész.  A barokk építészet egyik atyjaként emlékeznek rá, aki meghatározta a korai barokk építészet stílusát.
Művei, a Santa Susanna-templom, a Szent Péter-bazilika és a Sant'Andrea della Valle homlokzatai kulcsfontosságúak voltak az olasz barokk fejlődésében. 

## Munkássága
Építészeti pályafutását Rómában kezdte nagybátyjának, Domenico Fontanának segítve. Első jelentős római megbízása, a Santa Susanna-templom homlokzata (1597–1603) vezetett ahhoz, hogy 1603-ban kinevezték a város főépítészévé.
1607-ben ő tervezte a Szent Péter-bazilikának a templomhajót és az új homlokzatot és V. Pál pápa építészévé nevezték ki.
A Szent Péter templomhoz való kiegészítései összhangban voltak az ellenreformáció szellemével; a hajó hozzáadásával Michelangelo görögkereszt-tervét hosszirányúvá alakította, így visszatérve a korai keresztény és középkori katedrálisok sémájához.
Az egyetlen teljesen Maderno által tervezett épület a Santa Maria della Vittoria (1608–20); minden más projektje, mint például a San Andrea della Valle és a Palazzo Barberini (1625) munkáit vagy csak elkezdte, vagy más építészek munkáit fejezte be.
A Palazzo Barberini-t, amelyet VIII. Orbán pápa családja számára tervezett, Borromini és Bernini fejezte be, akiknek munkáira Maderno hatással volt.

## Művei
- A Caetani család temetkezési kápolnája Santa Pudenzianában, Francesco da Volterra kezdte, Maderno fejezte be 1598 után
- San Giacomo degli Incurabili, Róma; Francesco da Volterra kezdte, 1598–1602-ben Maderno fejezte be
- Cappella Cerasi a Basilica di Santa Maria del Popolo-ban, Róma; 1600
- Cappella Aldobrandini a Santa Maria sopra Minervában Rómában, 1602
- Villa Aldobrandini Frascatiban, Giacomo della Porta kezdte, 1602-1604 között fejezte be Maderno
- Santa Susanna-templom Rómában, belső és homlokzati díszítés, 1593–1603
- A Frascatiban található Villa Lancelotti, amelyet Francesco da Volterra indított el, Maderno fejezte be
- Santa Lucia in Selci, rekonstrukció 1596-ból, Borromini fejezte be
- Palazzo Mattei di Giove Rómában, 1598–1611
- Szent Péter-bazilika Rómában, a hajó és homlokzat, 1607–1620
- Sant’Andrea della Valle bazilika, 1608-tól, a homlokzat építése Maderno tervei szerint, a kupola befejezése 1622-ben
- Santa Maria della Pace főoltára, 1611–1614
- Villa Mondragone Frascatiban, 1613-ból, Giovanni Vasanzio, Flaminio Ponzio, Girolamo Rainaldi és Giovanni Fontana építészekkel együtt
- San Giovanni dei Fiorentini, nyolcoldalú kupola, 1614
- Palazzo Quirinale Rómában, 1615-ből
- Palazzo Barberini Rómában, Bernini és Borromini fejezte be

| Kép | Név                                              | Dátum      | Ország      | Város              | Cím                                |
| --- | ------------------------------------------------ | ---------- | ----------- | ------------------ | ---------------------------------- |
|     | Ospedale di San Giacomo degli Incurabili         | 1579-1592  | Olaszország | Róma               | Via Canova                         |
|     | Chiesa di San Giacomo in Augusta                 | 1592-1602  | Olaszország | Róma               | Via del Corso                      |
|     | Palazzo Mattei di Giove                          | 1598-1618  | Olaszország | Róma               | Via Michelangelo Caetani           |
|     | Villa Aldobrandini                               | 1598-1621  | Olaszország | Frascati           |                                    |
|     | Cappella Cerasi                                  | 1600       | Olaszország | Róma               | Basilica di Santa Maria del Popolo |
|     | Palazzo Doria-Pamphili                           | 17. század | Olaszország | Róma               | Via del Corso                      |
|     | Basilica di Santa Maria sopra Minerva            | 17. század | Olaszország | Róma               | Via della Minerva                  |
|     | Chiesa di Santa Susanna                          | 1603       | Olaszország | Róma               | Via XX Settembre                   |
|     | Basilica di San Pietro in Vaticano               | 1603-1629  | Vatikán     | Città del Vaticano | Piazza San Pietro                  |
|     | Basilica di Sant'Andrea della Valle              | 1608-1650  | Olaszország | Róma               | Corso Vittorio Emanuele II         |
|     | Chiesa di Santa Maria della Vittoria             | 1608-1620  | Olaszország | Róma               | Via XX Settembre                   |
|     | Palazzo Barberini                                | 1625-1633  | Olaszország | Róma               | Via delle Quattro Fontane          |
|     | Chiesa di Sant'Ignazio di Loyola in Campo Marzio | 1626       | Olaszország | Róma               | Via della Caravita                 |
|     | Basilica di San Giovanni Battista dei Fiorentini | 1629       | Olaszország | Róma               | Piazza dell'Oro                    |